# Przyjaciółki (serial telewizyjny 2000)
Przyjaciółki (ang. Girlfriends, 2000–2008) – amerykański serial komediowy nadawany przez stację UPN od 11 września 2000 roku do 11 lutego 2008 roku na kanale The CW. W Polsce nadawany przez Comedy Central Polska.

## Opis fabuły
Serial opisuje perypetie czterech afroamerykańskich kobiet – Joan (Tracee Ellis Ross), Mayi (Golden Brooks), Lynn (Persia White) i Antoinette (Jill Marie Jones), które mieszkają w Los Angeles w stanie Kalifornia.

## Obsada

### Główni
- Tracee Ellis Ross jako Joan Carol Clayton
- Golden Brooks jako Maya Denise Wilkes
- Persia White jako Lynn Ann Searcy
- Jill Marie Jones jako Antoinette „Toni” Marie Childs-Garrett
- Reggie Hayes jako William Jerrowme Dent
- Keesha Sharp jako Monica Charles Brooks-Dent
- Flex Alexander jako Darnell Leroy Wilkes (seria I)
- Khalil Kain jako Darnell Leroy Wilkes (seria II)

### Pozostali
- Tanner Scott Richards jako Jabari Darnell Wilkes (serie I-VI)
- Kendré Berry jako Jabari Darnell Wilkes (serie VII-VIII)
- Charmin Lee jako Jeanette Woods
- Lamont Johnson jako Ronnie
- Shawn Harrison jako Peaches
- Randy J. Goodwin jako Davis Hamilton